# Elaphoglossum lindbergii
Elaphoglossum lindbergii là một loài thực vật có mạch trong họ Lomariopsidaceae. Loài này được (Mett. ex Kuhn) Rosenst. mô tả khoa học đầu tiên năm 1907.